# Ali Crawford
Alister „Ali“ Crawford (* 30. Juli 1991 in Lanark) ist ein schottischer Fußballspieler.

## Karriere
Ali Crawford, der in Lanark einer Kleinstadt 50 km südöstlich von Glasgow geboren wurde, begann seine Profikarriere beim schottischen Verein Heart of Midlothian, und später bei Hamilton Academical, unweit seiner Geburtsstadt in der Region South Lanarkshire. Crawford spielte für die unter den Spitznamen bekannten Accies von 2007 bis 2010 in der Youth Academy. Im Januar 2010 debütierte der Mittelfeldspieler am 19. Spieltag der Scottish Premier League 2009/10 gegen Dundee United. Er kam bei der 0:1-Heimniederlage im New Douglas Park nach einer Einwechslung für den Australier James Wesolowski zu seinem Profidebüt. Bis zum Saisonende kam Crawford in sechs weiteren Ligaspielen unter Teammanager Billy Reid zum Einsatz. In der zweiten Saison mit den Accies kam er 14-mal zum Einsatz, stieg am Saisonende allerdings in die First Division ab. Nichtsdestotrotz verlängerte der Mittelfeldspieler im Mai 2011 seinen Vertrag um zwei weitere Jahre. In der Spielzeit darauf erreichte der Verein das Finale um den Scottish League Challenge Cup gegen den FC Falkirk, in dem Crawford verletzungsbedingt fehlte. In der First Division war er unter Billy Reid weiterhin nur Ergänzungsspieler. Im April 2013 wurde Alex Neil neuer Trainer, der den zuvor entlassenen Reid ersetzte, dieser unterschrieb im November desselben Jahres als Co-Trainer beim schwedischen Verein Östersunds FK. Crawford avancierte nun zum Stammspieler und absolvierte in der Scottish Championship 2013/14 36 Spiele, zudem konnte der Aufstieg in die Premiership gefeiert werden.
Im Jahr 2018 wechselte Crawford zu den Doncaster Rovers in die dritte englische Liga. Während der Wintertransferphase der Saison 2020/21 wurde er an den Ligakonkurrenten Tranmere Rovers verliehen, nachdem man in der vorherigen Saison abgestiegen war. Ab August 2021 wurde er nach Schottland an den FC St. Johnstone verliehen.

## Erfolge
mit Hamilton Academical:
- Aufstieg in die Scottish Premiership 2013/14